# Фукусима (станция)
Ста́нция Фукуси́ма (яп. 福島駅 Фукусима-эки) — железнодорожная станция в японском городе Фукусима. Управляется компанией JR East.

## История
- 15 декабря 1887 года — открытие станции.

## Линии
- JR East Ямагата-синкансэн
- JR East Тохоку-синкансэн
- JR East Главная линия Оу
- JR East Главная линия Тохоку
- Экспресс-линия Абукума
- Линия Иидзака

## Планировка
Станция разделена на восточную и западную часть. Между противоположными частями станции, над путями, находится пешеходный переход. Также имеется подземный переход — для людей, еще не купивших билеты, которым нужно перейти к другой части станции. Все линии, за исключением экспресс-линии Абукума и линии Иидзака, доступны через главные входы в восточной и западной частях станции. К экспресс-линии Абукума и линии Иидзака имеется отдельный вход в северо-восточной части станции.